# Herbert Federmann
Herbert Federmann (2. května 1921 Vídeň – 24. října 1943 Levitha) byl příslušník britské Long Range Desert Group česko-židovského původu padlý během druhé světové války.

## Život

### Před druhou světovou válkou
Herbert Federmann se narodil 2. května 1921 ve Vídni v rodině středoškolského pedagoga a sionistického aktivisty Vítězslava Federmanna a Eleonory, rozené Salzové. Dětství strávil v Plzni, byl členem Skauta.

### Druhá světová válka
Rodina Herberta Federmanna se stihla vystěhovat z Československa ještě před německou okupací v březnu 1939 do Spojeného království. Herbert Federmann vycestoval již na podzim 1938 do Palestiny, kde vystudoval dvouletou zemědělskou školu. Po jejím ukončení vstoupil do pomocných židovských jednotek britské armády, kde prodělal dělostřelecký výcvik a začal sloužit u baterie pobřežní obrany v Haifě. Přihlásil se do náborové akce britské armády hledající zdatné lyžaře a horolezce, po přijetí se v roce 1942 instruktorem Middle East Ski School působící v libanonských horách, jejímž úkolem byla příprava spojeneckých vojáků na očekávané boje v italských horách. Společně s ním zde působil i další židovský emigrant z Československa Jiří Weil. Během výcviku příslušníků Long Range Desert Group dostali oba nabídku ke vstupu do této jednotky, kterou přijali. Před půlnocí 23. října 1943 byl Herbert Federmann členem jednotky mající za úkol vylodění a dobytí ostrova Levitha v souostroví Dodekany. Během neúspěšných bojů s německou posádkou následujícího dne padl. Pohřben byl na britském vojenském hřbitově na Rhodu.

### Rodina
Bratr Herberta Federmanna Hanuš Federmann se stal navigátorem 311. československé bombardovací perutě. Válku přežil.

## Vyznamenání
- Válečná medaile 1939–1945